# Acroneuria perplexa
Acroneuria perplexa är en bäcksländeart som beskrevs av Theodore Henry Frison 1937. Acroneuria perplexa ingår i släktet Acroneuria och familjen jättebäcksländor. Inga underarter finns listade i Catalogue of Life.

## Bildgalleri

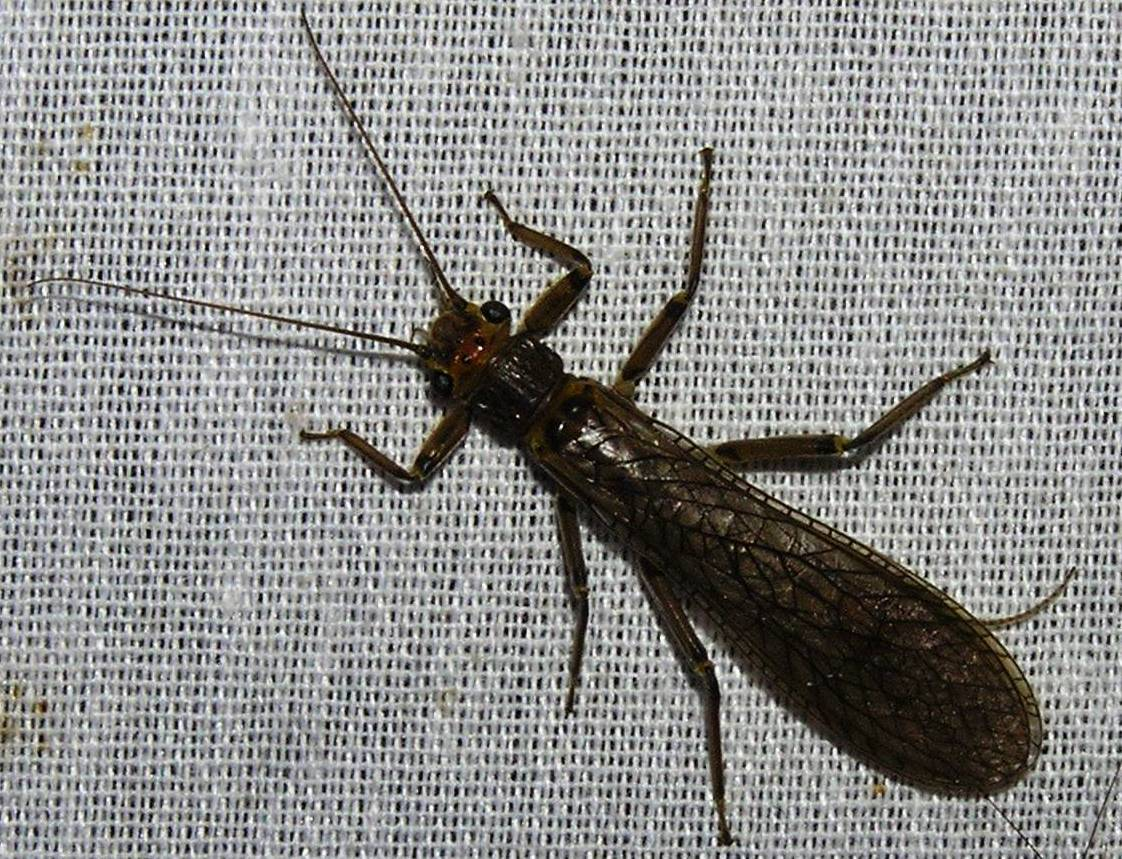